# 矢野樹
矢野 樹（やの いつき、2002年1月25日 - ）は、ジャパンラグビーリーグワンレッドハリケーンズ大阪に所属するラグビー選手。

## プロフィール
- ポジションはフランカー(FL)。
- 身長 185 cm、体重 105 kg

## 略歴
2020年、東福岡高校 卒業後、福岡大学に入る。
2024年、レッドハリケーンズ大阪に加入。